# Diocesi di Ottava
La diocesi di Ottava (in latino Dioecesis Octavensis) è una sede soppressa e sede titolare della Chiesa cattolica.

## Storia
Ottava, nell'odierna Algeria, è un'antica sede episcopale della provincia romana di Numidia.
Sono solo due i vescovi documentati di Ottava. Vittore partecipò al concilio di Cartagine convocato il 1º settembre 256 da san Cipriano per discutere della questione relativa alla validità del battesimo amministrato dagli eretici, e figura al 78º posto nelle Sententiae episcoporum; nel suo intervento Vittore dichiarò che era vescovo da poco e per questo motivo, prima di intervenire, ha voluto ascoltare il parere dei vescovi più anziani. Il nome di Pascenzio si trova al 36º posto nella lista dei vescovi della Numidia convocati a Cartagine dal re vandalo Unerico nel 484; Pascenzio, come tutti gli altri vescovi cattolici africani, fu condannato all'esilio.
Dal 1933 Ottava è annoverata tra le sedi vescovili titolari della Chiesa cattolica; dal 23 settembre 1977 l'arcivescovo, titolo personale, titolare è Blasco Francisco Collaço, già nunzio apostolico.

## Cronotassi

### Vescovi residenti
- Vittore † (menzionato nel 256)
- Pascenzio † (menzionato nel 484)

### Vescovi titolari
- Emile Maurice Guerry † (15 febbraio 1966 - 11 marzo 1969 deceduto)
- Ignazio Cannavò † (31 ottobre 1970 - 3 giugno 1977 succeduto arcivescovo di Messina)
- Blasco Francisco Collaço, dal 23 settembre 1977